# Eduardo Pradell
Eduardo  Pradell, en catalán su nombre completo era Josep Eudald Maria Pradell, nació en Ripoll (Gerona) en 1721 y murió en Barcelona el 1788. Fue un tipógrafo, grabador de punzones español, y fue el primero en crear punzones y matrices de letras para imprenta en Cataluña desde el siglo XV. Su vida transcurrió entre Ripoll, Barcelona y Madrid. 

## Biografía

### Los primeros años
Nació en Ripoll (Gerona) en 1721. Heredó el oficio de su padre, que era encepador de la armería de Ripoll. Este oficio le aportó los conocimientos para convertirse más tarde en grabador, que consistía en el arte de grabar punzones de letras para hacer matrices, que más tarde eran empleadas en la fundición de diferentes cuerpos de letra de imprenta.

### Barcelona
Cumplidos los 20 años, se trasladó a Barcelona y abrió un taller propio como maestro encepador de armería. Fue entonces cuando comenzó a grabar los punzones de letras para imprentas.
Parece que aprendió el arte de matrices y punzones de Pablo Barra, que dirigía la Imprenta Real de Barcelona. A pesar de su anterior experiencia grabando punzones y haciendo matrices, fue en la fundición del convento de San José de la orden de los Carmelitas Descalzos de Barcelona donde perfeccionó sus conocimientos de armero para trabajar con el hierro y moldearlo. En el convento se encargó de crear los punzones para insertar el nombre del dueño en los cañones de las armas de fuego.
La primera tipografía que hizo pública fue la Peticano alrededor de 1758. Más adelante, en 1759, 1761 y 1762 presentó las muestras de las tipografías Letra Chica, Nueva de Texto y Lectura Chica, respectivamente. 
Hacia 1763 se puso en contacto con la Junta de Comercio de Barcelona y se ofreció para crear él mismo las matrices para imprentas de los caracteres griegos y latinos, a cambio de una pensión. La habilidad de Pradell fue reconocida, ya que sin saber ni leer ni escribir, estaba revolucionando la imprenta, y la Junta solicitó la protección real.
Gregorio Mayans, ilustrado valenciano que escribía en castellano, solicitó que se tuviese en consideración todo el trabajo que estaba realizando Pradell, pero no tuvo éxito. Otras personas, como el catedrático José Finestres, demostraron su admiración por el gran trabajo que estaba realizando Pradell. Se le puede encontrar mencionado en tratados tan importantes como el Mecanismos del arte de la imprenta, de Juan Joseph Sigüenza y Vera, en el que reconoce haber utilizado los recursos de Pradell para la impresión del libro.

### Madrid
Ante la gran calidad del trabajo que realizaba para la Junta de Comercio de Barcelona, en 1765, el marqués de la Mina, Capitán General, lo recomendó a Carlos III, puesto que sabían de la necesidad que tenía España de estas matrices, que eran importadas. Carlos III le ofreció una pensión muy bien remunerada: cien doblones de oro de pensión cada año y cincuenta quintales de plomo para los gastos, a cambio que se trasladara a Madrid y trabajase grabando nuevos tipos de letras latinas, griegas, árabes, etc., para la Imprenta Real, que luego servirían para abastecer a las demás imprentas españolas. Una curiosidad es que Pradell no sabía hablar castellano cuando se trasladó. Al instalarse a Madrid, abrió un taller de grabado y fundición de tipos.
En 1767 pidió ser miembro de la Conferencia Fisicomatemática de Barcelona, la actual Real Academia de Ciencias y Artes de Barcelona, cosa que se le concedió, a pesar de ser el primer artesano en ser admitido.
También se dice que Pradell se inspiró en el grabador alemán de tipografía, Michael Fleischman, porque en vez de fijarse en los modelos españoles, de aires humanísticos, se fijó en los caracteres de Fleischman para hacer los suyos.

### Muerte
Murió en Barcelona en 1788.
La virtud de Pradell no estuvo en ser el primero en grabar tipos en España, aunque también, sino más bien en el uso que hizo de sus conocimientos como armero para crear matrices con punzones de tipografías, que más tarde serían utilizadas por las imprentas, evitando la importación de este recurso del extranjero.

## Tipografías
- Grados:
  - Peticano (hacia 1758), primer grado publicado.
  - Letra Chica (1759).
  - Nueva de Texto (1761).
  - Lectura Chica (1762).
- Pradell, recuperada de sus grabados por Andreu Balius en 2002.
- Eudald, recuperada por Mario Feliciano 1998.